# 콜라 전쟁

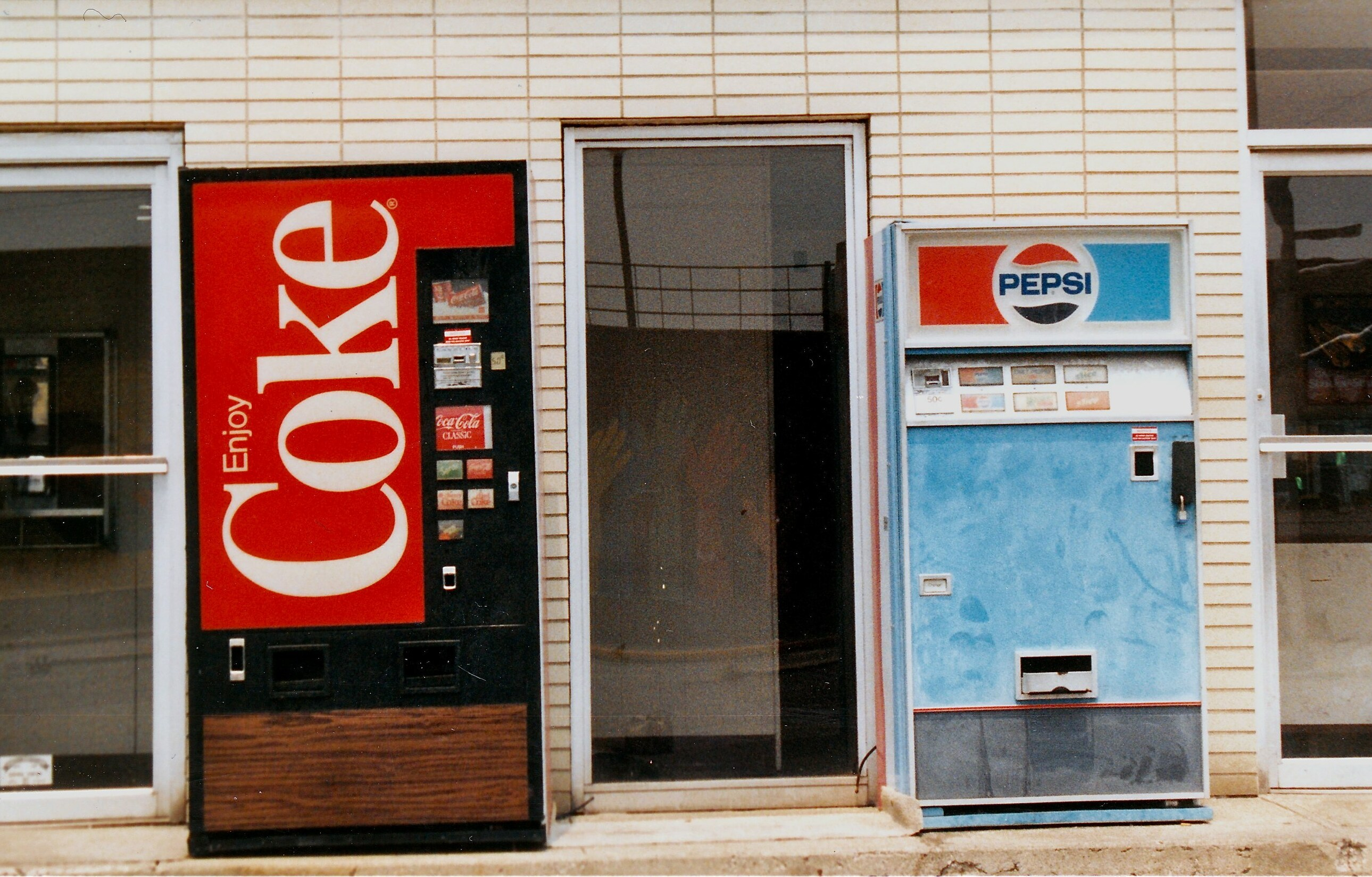
1988년 인디애나폴리스의 코카콜라 및 펩시 자판기

콜라 전쟁(Cola wars)은 청량 음료 제조사인 코카콜라 컴퍼니와 펩시코 간의 오랜 경쟁으로, 각 회사의 제품 라인, 특히 주력 콜라인 코카콜라와 펩시 간의 직접적인 경쟁을 위한 상호 표적 마케팅 캠페인을 벌여왔다. 1970년대 후반부터 1980년대까지 경쟁이 격화되어 콜라 전쟁으로 알려지게 되었다.

## 역사
1886년, 조지아주 콜럼버스의 약사였던 존 펨버턴은 코카콜라의 오리지널 레시피를 개발했다. 1888년에는 아사 그리그스 캔들러가 레시피에 대한 통제권을 획득하여 1896년에 코카콜라 컴퍼니를 설립했다. 2년 후인 1898년, 노스캐롤라이나주 뉴번에서 케일럽 브래드엄은 자신의 "브래드의 음료"를 "펩시콜라"로 이름을 바꾸고 1902년에 펩시콜라 컴퍼니를 설립했다.
두 회사는 코카콜라의 첫 유명인 광고와 1915년 컨투어 병과 같은 광고 기법을 도입했다. 그러나 제1차 세계 대전 이후 시장 불안정으로 인해 펩시는 1923년에 파산을 선언해야 했다. 1931년에 펩시는 다시 한번 파산했지만, 회복하여 병당 5센트에 제품을 판매하기 시작했고, 이는 시장에서 경쟁력을 유지하는 데 도움이 되었다. 펩시는 두 차례의 파산 이후 코카콜라에 매각 제안을 했지만, 코카콜라는 거절했다.
코카콜라 글로벌 브랜드 디렉터의 비서였던 조야 윌리엄스는 2006년 코카콜라 포뮬러를 판매하려 공모했다. 윌리엄스는 공범인 이브라힘 딤슨과 에드먼드 두하니와 함께 기밀 영업 비밀을 펩시에 150만 달러에 판매하려 공모했다. 그러나 펩시는 이를 구매하지 않고 대신 코카콜라와 FBI에 불법 제안을 신고했다. FBI는 펩시 임원으로 위장하여 함정 수사를 실시했고, 윌리엄스와 공범들을 체포했다. 검사 데이비드 나흐미아스는 펩시가 올바른 행동을 했다고 칭찬했다. 그는 "영업 비밀은 모든 기업 공동체에게 중요하기 때문에 그들이 그렇게 했다. 그들은 자신들의 영업 비밀이 침해되면 모두가 고통받고, 시장이 고통받고, 공동체가 고통받는다는 것을 깨달았다"고 말했다.

## 광고 전략

### 코카콜라
코카콜라 광고는 코카콜라 북극곰 마스코트와 크리스마스 기간 동안의 산타클로스 캠페인처럼 종종 건강함과 향수의 주제를 담았다.

### 펩시
펩시 광고 전략은 후원과 온라인 마케팅을 중요하게 다루었다.

#### 펩시 챌린지
1975년, 펩시는 펩시 챌린지를 시작했는데, 이 캠페인에서는 사람들이 블라인드 테스트에서 어떤 콜라를 선호하는지 질문받았다. 이 캠페인은 소비자들이 오직 맛만으로 코카콜라보다 펩시를 선호한다는 것을 시사했다. 이는 경쟁 캠페인에 기여했으며, 이 시기에 코카콜라는 1982년에 다이어트 코크를, 3년 후에는 뉴코크를 출시했다. 그러나 펩시 챌린지는 마케팅 캠페인이었지 과학적 연구가 아니었다. 과학적 통제가 적용된 후속 연구에서는 펩시와 코크 사이에 미미한 차이만 발견되었다. 이 캠페인은 맛만 놓고 볼 때 소비자들이 코카콜라보다 펩시를 선호한다는 것을 시사했다. 일부 연구자들은 코카콜라와 펩시콜라 제품의 맛이 서빙 온도와 같은 외부 요인에 의해 영향을 받는다고 제안했다.

#### "뉴코크"
콜라 전쟁 기간 동안, 코카콜라는 주력 제품이 펩시뿐만 아니라 다이어트 코크와 경쟁사 제품에 시장 점유율을 잃는 것을 보고 음료의 제조법과 맛을 변경하는 것을 고려했다. 1985년 4월, 코카콜라 컴퍼니는 "뉴코크"로 알려진 새로운 코카콜라 제조법을 출시했다. 그러나 소비자들의 반발로 인해 1985년 7월 11일 오리지널 제조법이 "코카콜라 클래식"으로 재출시되었다. 일부 분석가들은 오리지널 맛을 대체하기로 한 결정이 실제로 코크 매출을 끌어올리기 위한 전략이었다고 추측했지만, 코카콜라 컴퍼니는 이 주장을 부인한다.

#### "펩시 스터프"
1990년대 중반, 펩시는 펩시 스터프 캠페인을 시작했다. "펩시를 마시고 물건을 얻자"라는 슬로건을 사용하여, 소비자들은 포장과 컵에 있는 펩시 포인트를 모아 무료 펩시 상품으로 교환할 수 있었다. 이 프로그램은 나중에 마운틴 듀와 펩시의 전 세계 국제 시장으로 확대되었다. 회사는 수년 동안 이 프로그램을 계속 운영했으며, 새로운 기능을 주기적으로 업데이트했다. 이 광고들은 레너드 대 펩시코 사건으로 이어졌고, 이는 2022년 넷플릭스 쇼 펩시, 내 비행기는 어디 있어?에서 다루어졌다.

### 슈퍼볼 LIII
2019년 슈퍼볼 LIII는 조지아주 애틀랜타에서 열렸는데, 이곳은 코카콜라의 본사가 위치한 곳이다. 펩시는 수년 동안 NFL의 후원사였으며, 2013년부터 2022년까지 하프타임 쇼를 후원했다. 펩시 광고는 "애틀랜타의 펩시. 얼마나 상쾌한가", "애틀랜타여, 호스팅해줘서 고마워요. 우리가 음료를 가져올게요", "슈퍼볼 LIII에 누가 왔는지 봐요"와 같은 슬로건으로 경기 장소를 언급했다. 두 회사 모두 슈퍼볼 기간 동안 TV 광고를 방영했으며, 코카콜라는 슈퍼볼 국가 연주 직전에 "코카콜라는 코카콜라다" 광고를, 펩시는 "펩시도 괜찮나요?"라는 태그라인으로 일련의 광고를 방영했다.

### 셀러브리티 브랜딩
코카콜라와 펩시 모두 콜라 전쟁에서 셀러브리티 브랜딩을 활용하여 음악가들을 대변인으로 영입했다. 코카콜라는 폴라 압둘을, 펩시는 마이클 잭슨을 기용했다. 잭슨은 펩시의 홍보 및 광고에 기여했으며, 회사에 자신의 노래 "Billie Jean"을 징글로 사용할 것을 제안했다.
1984년 1월 27일, 마이클과 잭슨스의 다른 멤버들은 로스앤젤레스의 슈라인 오디토리움에서 필 더슨베리가 감독하는 펩시 광고를 촬영했다. 필 더슨베리는 BBDO 광고 대행사 임원이었고, 펩시의 월드와이드 크리에이티브 디렉터인 앨런 포타시도 함께 했다. 가상 콘서트 도중, 불꽃놀이 사고로 잭슨의 머리에 불이 붙어 두피에 2도 화상을 입었다. 잭슨은 흉터를 숨기기 위한 치료를 받았고, 얼마 후 세 번째 코 성형 수술을 받았다. 펩시는 법정 밖에서 합의했으며, 잭슨은 150만 달러(2022 기준 $370만에 해당)의 합의금을 컬버시티에 있는 브로트만 의료 센터에 기부했다. 현재는 문을 닫은 마이클 잭슨 화상 센터는 그의 이름을 따서 명명되었다.

## 제품 비교
가장 큰 세 탄산음료 생산사인 코카콜라 컴퍼니, 펩시코 및 큐리그 닥터 페퍼에서 판매하는 많은 브랜드들은 유사한 종류의 청량 음료 내에서 직접 경쟁한다. 다음 표는 이러한 경쟁사들을 음료의 맛 또는 종류별로 나열한 것이다.
| 맛/종류                  | 펩시코                                                                                                | 코카콜라 컴퍼니 | 큐리그 닥터 페퍼                                     |
| ------------------------ | --- | --- | ---------------------------------------------------- |
| 콜라                     | 펩시                                                                                                  | 코카콜라 | 로얄크라운 콜라 슈웹스 콜라                          |
| 다이어트/무설탕 콜라     | 다이어트 펩시/펩시 라이트 펩시 맥스 펩시 제로 슈거 펩시 원 (단종) 펩시 넥스트 (단종) 펩시 트루 (단종) | 다이어트 코크/코카콜라 라이트 코카콜라 제로슈거 탭 (단종) 코카콜라 라이프 (단종)                                     | 다이어트 라이트 로얄크라운 콜라 로얄크라운 제로 슈거 |
| 카페인 없는 콜라         | 카페인 프리 펩시                                                                                      | 카페인 프리 코카콜라                                                                                                 | 로얄크라운 100                                       |
| 체리 맛 콜라             | 펩시 와일드 체리                                                                                      | 코카콜라 체리 | 체리 로얄크라운                                      |
| 페퍼 스타일              | DOC 360 닥터 슬라이스 (단종)                                                                          | 미스터 피브/피브 엑스트라                                                                                            | 닥터페퍼                                             |
| 오렌지                   | 미린다 트로피카나 트위스터 탱고 슬라이스 크러쉬 (미국 및 캐나다)                                      | 환타 미닛메이드 심플리 오렌지 로얄 트루 오렌지                                                                       | 크러쉬 (미국 및 캐나다 외 국가) 썬키스트             |
| 레몬-라임                | 스타리 팀 (단종) 슬라이스 (단종) 시에라 미스트 (단종) 세븐업 (미국 외 국가)                           | 스프라이트 | 세븐업 (미국)                                        |
| 시트러스                 | 마운틴 듀                                                                                             | 멜로 옐로 서지 볼트                                                                                                  | 선 드롭                                              |
| 자몽 및 기타 시트러스 맛 | 카스 이즈 시트러스 블라스트                                                                           | 프레스카 리프트 릴트환타 포르텔로 (스리랑카만 해당)                                                                  | 스쿼트                                               |
| 진저 에일                | 파티오                                                                                                | 시그램 진저 에일 | 캐나다 드라이 슈웹스 버너스                          |
| 루트 비어                | 머그 루트 비어                                                                                        | 바크스 램블린 루트 비어 (1995년까지)                                                                                 | A&W 루트 비어 스튜어트 루트비어 하이레스 루트 비어   |
| 크림 소다                | 머그 크림 소다                                                                                        | 바크스 레드 크림 소다                                                                                                | A&W 크림 소다 스튜어트 크림 소다                     |
| 주스                     | 트로피카나 돌 (라이선스 하에 사전 포장만)                                                             | 미닛메이드 프루토피아 심플리 오렌지                                                                                  | 모츠 낸터킷 넥타스 스내플                            |
| 냉차                     | 립톤 브리스크 퓨어 리프 (유니레버 라이선스 하에 즉석 음료만)                                          | 네스티 (미국에서는 네슬레에서 제조, 그 외 지역에서는 네슬레와 코카콜라의 합작 투자로 제조) 골드 피크 티 퓨즈 피스 티 | 스내플                                               |
| 스포츠 음료              | 게토레이 프로펠                                                                                       | 파워에이드 아쿠아리우스 비타민워터                                                                                   | 올 스포츠                                            |
| 에너지 음료              | AMP 록스타 스팅 마운틴 듀 킥스타트                                                                    | 코카콜라 에너지 풀 스로틀 NOS 렐렌트리스 번 몬스터 에너지 (몬스터 비버리지에서 제조, 코카콜라가 공동 소유 및 유통)   | 베놈 자이언스 아드레날린 쇽                          |
| 병입수                   | 아쿠아피나 라이프워터                                                                                 | 다사니 킨리 스마트워터 아데스                                                                                        | 데자 블루                                            |
| 탄산수                   | 버블리                                                                                                | 아하 | 리미틀리스                                           |

## 대중문화에서
저드 애퍼타우가 콜라 전쟁을 기반으로 한 영화를 소니 픽처스 모션 픽처 그룹에서 감독하고, 스티븐 스필버그가 프로듀서로 참여할 것이라고 발표되었다.

## 같이 보기
- 버거 전쟁
- 치킨 샌드위치 전쟁
- 커피 전쟁
- 콘솔 전쟁
- 포맷 전쟁
- 스마트폰 전쟁
- 브라우저 전쟁
- 타르 더비